# Isolda Heredia de Salvatierra
Isolda Heredia de Salvatierra (San Felipe, Yaracuy, 26 de mayo de 1939) es una política y economista venezolana. Sirvió como delegada de Venezuela ante la Comisión Interamericana de Mujeres para el período 1980-1982 y fue electa como diputada por el estado Monagas en las elecciones generales de 1988 por el partido Copei para el Congreso Nacional, donde participó en la Comisión Bicameral de los Derechos de las Mujeres. Actualmente es coordinadora del Observatorio Venezolano de los Derechos de las Mujeres.

## Carrera
Isolda nació el 26 de mayo de 1939 en San Felipe, Yaracuy. El parto de su madre fue asistido por el doctor Manuel Morales Mora, quien sería su padrino luego, asistido por una comadrona. De niña, la familia se mudó a Barinas; siendo zurda, en su colegio fue obligada a ser diestra. Cuando su escuela fue fusionada con una de varones, su padre se opuso a que estudiara en un colegio mixto y fue internada en el colegio San José de Tarbes. Posteriormente estudió economía en la Universidad Central de Venezuela, viviendo en una residencia estudiantil dirigida por las monjas teresianas.
Siendo el periodo de la dictadura de Marcos Pérez Jiménez, su círculo estaba conformado por miembros de la resistencia en su contra, incluyendo a Régulo Hernández, Rómulo Henríquez, Óscar Vitoria, Adicea Castillo, Judith Valencia, Américo Martín, Jesús Carmona; progresivamente, varios de ellos fueron siendo detenidos. Después de que un día una de las monjas encontrara uno de sus libros sobre marxismo y la acusara con sus padres, la transfirieron a la Universidad Católica Andrés Bello ante el temor de que fuese arrestada.
En la Universidad Católica, Heredia se vinculó con la oposición a la dictadura y planificó la toma de la universidad del 21 de noviembre de 1957, donde se quemó bandera nacional, la fraudulenta Ley Electoral, un ejemplar del diario El Heraldo y un retrato de Pérez Jiménez. Isolda también participó en la toma de la Catedral, aunque fue dispersada por la Seguridad Nacional.
En 1979 Heredia participó en la promoción de la reforma parcial del Código Civil venezolano, ayudó a coordinar las reuniones con la comisión encargada de las estrategias y las propuestas de cambio, y participó en el proceso de sensibilización de los diputados para alcanzar el derecho a la administración igualitaria de los bienes, el establecimiento del domicilio conyugal entre ambas partes (anteriormente solo era potestad del hombre) y el derecho a la igualdad de los hijos, sin importar que hubiesen sido concebidos fuera del matrimonio.
Más adelante sirvió como delegada de Venezuela ante la Comisión Interamericana de Mujeres para el período 1980-1982, convirtiéndose en la  primera venezolana en presidir el organismo y ocupando el cargo durante los dos años siguientes. En 1984 participó en las mesas de trabajo conformadas para incidir en los entes públicos y ministerios, y con el objetivo mejorar la participación de las mujeres en la administración del Estado. También estuvo entre las mujeres que exigió la igualdad de inclusión de las mujeres en los procesos electorales ante puertas del Consejo Supremo Electoral.
Isolda fue electa como diputada por el estado Monagas en las elecciones generales de 1988 en representación del partido Copei, cuando el Congreso Nacional incorporó un 10% de diputadas. En el Congreso participó en la Comisión Bicameral de los Derechos de las Mujeres hasta 1999, cuando cesó su labor parlamentaria. Adicionalmente representó a Venezuela en la Conferencia de Beijing, la cual dio paso a la creación de una subcomisión para elaborar el proyecto de Ley sobre la Violencia Contra la Mujer y la Familia. Actualmente es coordinadora del Observatorio Venezolano de los Derechos de las Mujeres.

## Vida personal
Su padre fue fundador del partido Copei, donde ella había militado en Caracas. Estuvo preso durante la dictadura de Juan Vicente Gómez, razón por la cual también había sido vigilado por la Seguridad Nacional de Marcos Pérez Jiménez.